# Chitaraque
Chitaraque – miasto w Kolumbii, w departamencie Boyacá.